# Trevor Philp
Trevor Philp (ur. 1 maja 1992 w Toronto) – kanadyjski narciarz alpejski, srebrny medalista mistrzostw świata i brązowy medalista mistrzostw świata juniorów.

## Kariera
Po raz pierwszy na arenie międzynarodowej Trevor Philp pojawił się 18 grudnia 2007 roku w kanadyjskiej miejscowości Panorama, gdzie w zawodach FIS Race w gigancie zajął 32. miejsce. W 2010 roku wystartował na mistrzostwach świata juniorów w regionie Mont Blanc, gdzie jego najlepszym wynikiem było 29. miejsce w gigancie. Jeszcze trzykrotnie startował na zawodach tego cyklu, najlepszy wynik osiągając podczas rozgrywanych w 2013 roku mistrzostw świata juniorów w Quebecu, gdzie wspólnie z kolegami z reprezentacji wywalczył brązowy medal  w zawodach drużynowych. Indywidualnie najlepszy rezultat osiągnął na w mistrzostwach świata juniorów w Roccaraso w 2012 roku, gdzie zajął czwarte miejsce w slalomie. Walkę o podium przegrał tam z Reto Schmidigerem ze Szwajcarii. W zawodach Pucharu Świata zadebiutował 8 stycznia 2012 roku w Adelboden, gdzie nie zakwalifikował się do pierwszego przejazdu slalomu. Pierwsze pucharowe punkty wywalczył 9 grudnia 2013 roku w Beaver Creek, zajmując 30. miejsce w gigancie.
W 2013 roku wystartował na mistrzostwach świata w Schladming, gdzie zajął 35. miejsce w slalomie. Na rozgrywanych dwa lata później mistrzostwach świata w Vail/Beaver Creek był osiemnasty w gigancie i slalomie. Na tej samej imprezie, wspólnie z Candace Crawford, Marie-Pier Préfontaine, Erin Mielzynski, Philem Brownem i Erikem Readem wywalczył srebrny medal w rywalizacji drużynowej. W międzyczasie wziął udział w igrzyskach olimpijskich w Soczi, zajmując 25. miejsce w gigancie. W 2017 brał udział na mistrzostwach świata w Sankt Moritz. Nie ukończył wtedy żadnej konkurencji.  Rok później po raz drugi uczestniczył na zimowych igrzyskach olimpijskich, które odbywały się w Pjongczang. W gigancie był osiemnasty. W 2019 roku zajął 18. miejsce w gigancie podczas mistrzostw świata w Åre.

## Osiągnięcia

### Igrzyska olimpijskie
| Miejsce | Dzień     | Rok  | Miejscowość | Konkurencja     | Czas biegu | Strata | Zwycięzca       |
| ------- | --------- | ---- | ----------- | --------------- | ---------- | ------ | --------------- |
| 25.     | 19 lutego | 2014 | Soczi       | Gigant          | 2:45,29    | +4,26  | Ted Ligety      |
| DNF     | 22 lutego | 2014 | Soczi       | Slalom          | 1:41,84    | -      | Mario Matt      |
| 18.     | 18 lutego | 2018 | Pjongczang  | Gigant          | 2:18,04    | +3,47  | Marcel Hirscher |
| DNF2    | 22 lutego | 2018 | Pjongczang  | Slalom          | 1:38,99    | -      | André Myhrer    |
| 9.      | 24 lutego | 2018 | Pjongczang  | Drużynowo       | -          | -      | Szwajcaria      |
| 10.     | 8 lutego  | 2022 | Pekin       | Supergigant     | 1:19,94    | +1,40  | Matthias Mayer  |
| DNF2    | 10 lutego | 2022 | Pekin       | Superkombinacja | 2:31,43    | -      | Johannes Strolz |
| 24.     | 13 lutego | 2022 | Pekin       | Gigant          | 2:09,35    | +9,73  | Marco Odermatt  |
| DNF1    | 16 lutego | 2022 | Pekin       | Slalom          | 1:44,09    | -      | Clément Noël    |

### Mistrzostwa świata
| Miejsce | Dzień     | Rok  | Miejscowość       | Konkurencja       | Czas biegu | Strata | Zwycięzca            |
| ------- | --------- | ---- | ----------------- | ----------------- | ---------- | ------ | -------------------- |
| 35.     | 17 lutego | 2013 | Schladming        | Slalom            | 1:51,03    | +14,33 | Marcel Hirscher      |
| 2.      | 10 lutego | 2015 | Vail/Beaver Creek | Drużynowo         | -          | -      | Austria              |
| 18.     | 13 lutego | 2015 | Vail/Beaver Creek | Gigant            | 2:34,16    | +3,25  | Ted Ligety           |
| 18.     | 15 lutego | 2015 | Vail/Beaver Creek | Slalom            | 1:57,47    | +3,55  | Jean-Baptiste Grange |
| DNF1    | 17 lutego | 2017 | Sankt Moritz      | Gigant            | 2:13,31    | -      | Marcel Hirscher      |
| DNF1    | 19 lutego | 2017 | Sankt Moritz      | Slalom            | 1:34,75    | -      | Marcel Hirscher      |
| 9.      | 12 lutego | 2019 | Åre               | Drużynowo         | -          | -      | Szwajcaria           |
| 18.     | 15 lutego | 2019 | Åre               | Gigant            | 2:20,24    | +2,48  | Henrik Kristoffersen |
| DNF1    | 17 lutego | 2019 | Åre               | Slalom            | 2:05,86    | -      | Marcel Hirscher      |
| 10.     | 15 lutego | 2021 | Cortina d’Ampezzo | Superkombinacja   | 2:05,86    | +3,86  | Marco Schwarz        |
| DNQ     | 16 lutego | 2021 | Cortina d’Ampezzo | Gigant równoległy | -          | -      | Mathieu Faivre       |
| DNF1    | 19 lutego | 2021 | Cortina d’Ampezzo | Gigant            | 2:05,86    | -      | Mathieu Faivre       |

### Mistrzostwa świata juniorów
| Miejsce | Dzień       | Rok  | Miejscowość       | Konkurencja | Czas biegu | Strata | Zwycięzca               |
| ------- | ----------- | ---- | ----------------- | ----------- | ---------- | ------ | ----------------------- |
| 29.     | 31 stycznia | 2010 | Region Mont Blanc | Gigant      | 2:17,55    | +3,83  | Mathieu Faivre          |
| 34.     | 1 lutego    | 2010 | Region Mont Blanc | Supergigant | 1:29,71    | +2,65  | Maxence Muzaton         |
| DSQ2    | 2 lutego    | 2010 | Region Mont Blanc | Slalom      | 1:30,97    | -      | Reto Schmidiger         |
| DSQ2    | 30 stycznia | 2011 | Crans-Montana     | Gigant      | 2:19,62    | -      | Alexis Pinturault       |
| 11.     | 31 stycznia | 2011 | Crans-Montana     | Slalom      | 1:28,54    | +3,47  | Reto Schmidiger         |
| 16.     | 3 lutego    | 2011 | Crans-Montana     | Zjazd       | 1:37,34    | +2,01  | Boštjan Kline           |
| 30.     | 4 lutego    | 2011 | Crans-Montana     | Supergigant | 1:22,43    | +2,66  | Boštjan Kline           |
| DNF     | 2 marca     | 2012 | Roccaraso         | Zjazd       | 1:11,99    | -      | Ryan Cochran-Siegle     |
| 43.     | 3 marca     | 2012 | Roccaraso         | Supergigant | 1:02,73    | +3,91  | Ralph Weber             |
| 7.      | 7 marca     | 2012 | Roccaraso         | Gigant      | 2:39,50    | +1,25  | Henrik Kristoffersen    |
| 4.      | 9 marca     | 2012 | Roccaraso         | Slalom      | 1:38.44    | +1,67  | Santeri Paloniemi       |
| 3.      | 23 lutego   | 2013 | Québec            | Drużynowo   | ?          | ?      | Szwecja                 |
| 12.     | 25 lutego   | 2013 | Québec            | Gigant      | 2:20,75    | +2,14  | Aleksander Aamodt Kilde |
| DNF1    | 26 lutego   | 2013 | Québec            | Slalom      | 1:59,40    | -      | Manuel Feller           |

### Puchar Świata

#### Miejsca w klasyfikacji generalnej
- sezon 2013/2014: 140.
- sezon 2014/2015: 133.
- sezon 2015/2016: 102.
- sezon 2017/2018: 83.
- sezon 2018/2019: 54.
- sezon 2019/2020: 80.
- sezon 2020/2021: 92.
- sezon 2021/2022: 53.

#### Pozostałe miejsca na podium w zawodach
Jak dotąd Philp nie stawał na podium zawodów PŚ.